# 222 av. J.-C.
Cette page concerne l'année 222 av. J.-C. du calendrier julien proleptique.

## Événements
- 16 avril (15 mars du calendrier romain) : début à Rome du consulat de Cnaeus Cornelius Scipio Calvus et Marcus Claudius Marcellus (pour la première fois)[1].
  - Les Gaulois insubres demandent la paix au Sénat de Rome, qui la refuse à la suite de l'intervention des consuls, qui conduisent une nouvelle campagne[2].
  - Bataille de Clastidium. Marcellus lève le siège de Clastidium et affronte en combat singulier Viridomaros, chef des Gaulois gésates et des Insubres, qui est tué. Les Romains prennent Mediolanum (l'actuelle Milan), leur capitale et annexent la Gaule cisalpine[2]. Les Insubres se soumettent, cèdent une partie de leur pays et entrent, à titre d’alliés, dans la clientèle de Rome.

- Juillet : Le roi Antigone III Doson de Macédoine aide la Ligue achéenne à défaire Sparte à la bataille de Sellasia. Cléomène III s'enfuit en Égypte où il meurt peu après[3]. Antigone entre dans Sparte, occupée pour la première fois par un ennemi victorieux.

- 18 octobre-31 décembre : mort de Ptolémée III Évergète Ier. Début du règne de Ptolémée IV Philopator, roi d’Égypte (fin en 205 av. J.-C.)[4]. Faible et débauché, il fait massacrer toute sa famille. Pour accéder au trône, il a fait assassiner son père et pour essayer de prouver que cette accusation est inexacte, il prend le nom de Philopator. Il laisse le pouvoir à son ministre Sosibios (en).

- En Chine, le Qin conquiert le Yan et capture le roi Jia du Dai (demi-frère du roi Qian du Zhao) qui avait dirigé les dernières forces du Zhao[5].

- Révolte de Molon, satrape de Médie ; il est battu en 220 av. J.-C. par Antiochos III[6].

## Décès en 222 av. J.-C.
- Ptolémée III, pharaon.
- Ctésibios, savant grec (né en -285), fondateur de l’école des mécaniciens d’Alexandrie. Inventeur de nombreux appareils (orgue hydraulique, clepsydre à compteur, etc.)
- Viridomaros, chef des Gaulois gésates et des Insubres